# 펜션

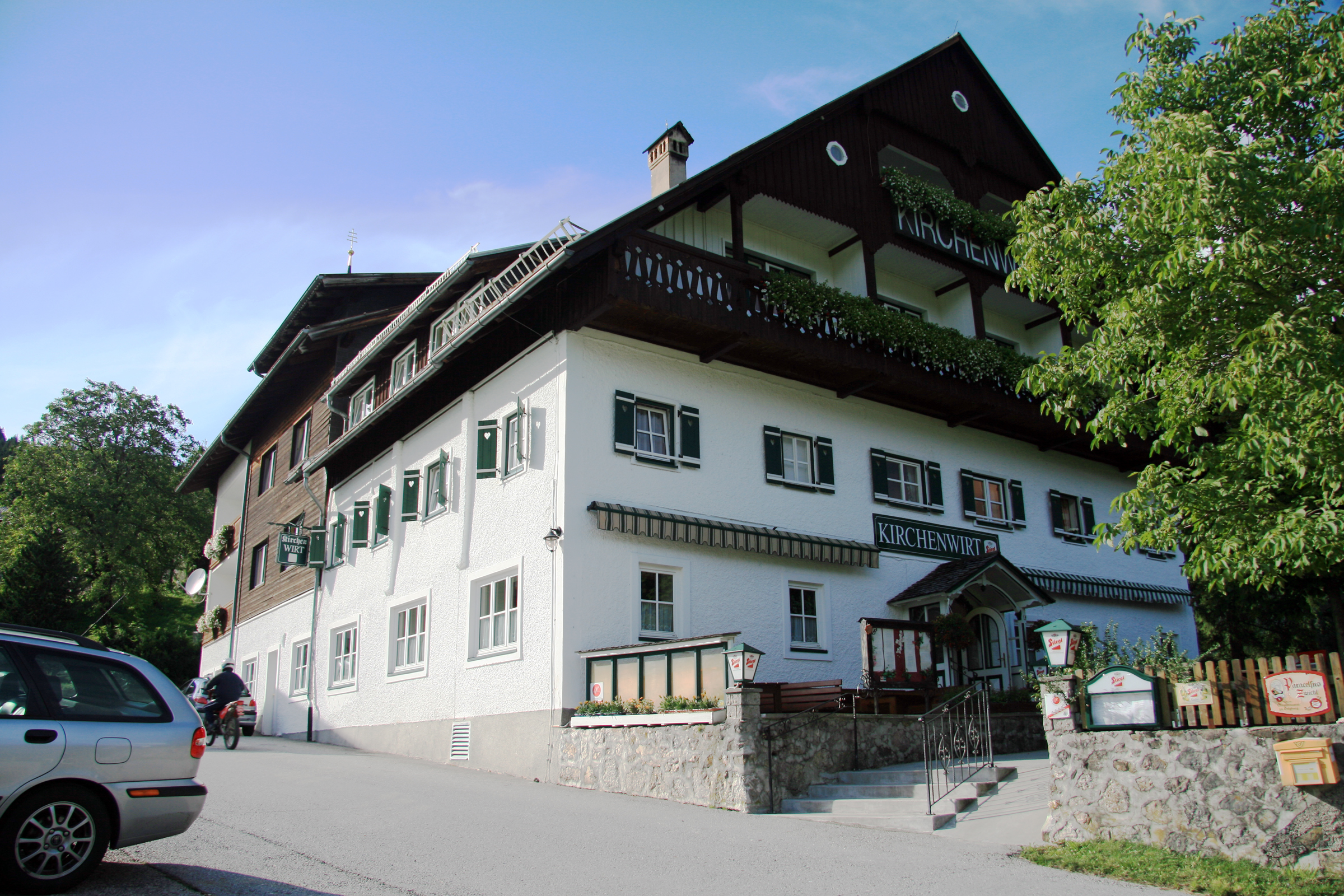
오버외스터라이히주 Gosau 마을의 펜션.

펜션(프랑스어: pension 팡숑[pɑ̃sjɔ̃][*])은 게스트하우스나 하숙의 유형으로, 민박의 가정적 분위기와 호텔의 편의성을 두루 갖춘 소규모의 고급 숙박 시설이다. 이 용어는 일반적으로 과거에 유럽의 국외 거주인구들을 형성했던 북아프리카와 중동 지역의 유럽 대륙 국가들, 그리고 브라질, 파라과이와 같은 남아메리카 일부 지역에 사용된다. 펜션은 대한민국, 일본, 필리핀에서도 사용될 수 있다.
미국에서 더 일반화된 베드 앤드 브렉퍼스트와 달리  펜션은 일반적으로 아침 식사뿐 아니라 점심, 저녁 식사, 심지어는 티(tea)도 제공한다. 방과 개별 식사 비용을 별도로 지불하는 대신 손님들은 하룻밤 숙박, 3끼(아침/점심/저녁), 2끼(점심 제외) 중 하나로 구성되는 플랜을 선택할 수 있다.
이러한 스몰 비즈니스들은 1주일을 초과하여 머무르는 여행자들을 위해 특별한 요금을 부과한다든지 역사적인 건물에 머물게 한다든지 할 수 있고 호텔과 같은 다른 숙박시설보다 가격이 더 저렴하지만 일부 서비스들이 제한된다.